# Nessie Superrollercoaster
Nessie Superrollercoaster sont des montagnes russes assises situées à Hansa-Park, en Allemagne. Elles ont ouvert en 1980 et ce sont les premières montagnes russes d'Allemagne à avoir un looping vertical.

## Description
Le looping a une hauteur de 18 mètres, et c'est le même que ceux utilisées pour le modèle Looping Star du même constructeur. Le parcours des montagnes russes junior passe à travers le looping.

## Parcours
Après avoir monté le lift hill d'une hauteur de 26 mètres, le train fait une courbe de 180 degrés, puis va dans la première descente, sur laquelle se trouve le looping vertical. Puis il fait une courbe de 225 degrés, et arrive dans une zone de freinage. Ensuite, le train monte une bosse et redescend en faisant une hélice de 560 degrés. Arrivé au niveau du sol, le train fait encore une courbe de 180 degrés dans un tunnel avant d'arriver à la gare.

## Trains
L'attraction a 3 trains de 7 wagons. Les passagers sont placés à deux sur deux rangs pour un total de 28 passagers par train.